# جوزيبي بوليتو
جوزيبي بوليتو (بالإيطالية: Giuseppe Polito)‏ هو لاعب كرة قدم إيطالي في مركز الوسط، ولد في 14 يوليو 1988 في باليرمو في إيطاليا. لعب مع نادي باليرمو.